# Tagino di Magdeburgo
Tagino (... – Rothenburg, 9 giugno 1012) fu il terzo arcivescovo di Magdeburgo dal 1004 alla morte.

## Biografia
Tagino era un cappellano di Enrico II il Litigioso quando, nel 995, la sede di Ratisbona divenne vacante. Tagino era il candidato ducale per divenire vescovo, nonché il candidato del defunto vescovo san Volfango, e fu eletto dal capitolo; ma l'imperatore Ottone III nominò come vescovo il suo cappellano Gebhard e cooptò invece Tagino nella sua cappella reale. Seguirono alcuni conflitti tra il duca e l'imperatore riguardo a questo evento.
Quando l'arcivescovo Gisilher morì nel 1004, il capitolo della cattedrale elesse come suo successore Walthard, ma Enrico II di Germania, figlio del vecchio duca di Baviera, passò oltre la sua volontà e nominò Tagino, mettendo come cappellano Walthard. Come arcivescovo, Tagino fece pressioni per insediare i propri candidati nelle sedi suffraganee di Magdeburgo. Lui e i suoi suffraganei erano fortemente dipendenti, per quanto riguarda l'aspetto militare, dalle marche orientali. Lavorò a stretto contatto con Bernardo I, duca di Sassonia, per riconciliare (con successo) Enrico di Schweinfurt con l'imperatore.
Tagino rimase vicino a Enrico come arcivescovo. Con il famoso Tietmaro di Merseburgo, suo vescovo suffraganeo, nel suo seguito, accompagnò nel 1004 la regina Cunegunda da Augusta a Gernrode e quindi Magdeburgo dopo che Enrico era partito per la sua campagna italiana contro Arduino d'Ivrea. Tagino morì nel 1012 e gli succedette Waltardo.